# Theme Time Radio Hour
Theme Time Radio Hour (TTRH) var ett satellitsänt radioprogram som hade Bob Dylan som värd. Programmet sändes en gång i veckan mellan maj 2006 och april 2009.